# بانی هانت
بانی لین هانت (به انگلیسی: Bonnie Lynne Hunt) زادهٔ ۲۲ سپتامبر ۱۹۶۱) هنرپیشه، پرستار، فیلم‌نامه‌نویس، تهیه‌کننده، کارگردان، نویسنده و صداپیشه اهل ایالات متحده آمریکا است. وی بیشتر به خاطر حضور در فیلم جومانجی مشهور است. وی از سال ۱۹۸۴ میلادی تا کنون مشغول فعالیت بوده‌است.

## فیلمشناسی
- ماشین‌ها
- مرد بارانی
- مسیر سبز
- زندگی یک حشره
- جومانجی
- جری مگوایر
- دیو
- دوجینش ارزان‌تر است
- دوجینش ارزان‌تر است ۲
- بتهوون
- بتهوون، قسمت دوم
- فقط تو
- قلب تصادفی
- ماشین‌ها ۳
- زوتوپیا
- بازگشت به من
- فصل طوفان
- رد وان